# Sphenomorphus decipiens
Sphenomorphus decipiens är en ödleart som beskrevs av  George Albert Boulenger 1894. Sphenomorphus decipiens ingår i släktet Sphenomorphus och familjen skinkar. IUCN kategoriserar arten globalt som livskraftig. Inga underarter finns listade i Catalogue of Life.